# Kolja
Kolja (Melanogrammus aeglefinus) är en fisk i familjen torskfiskar som är den enda arten i släktet Melanogrammus.

## Utseende
Koljan har liksom torsken en skäggtöm under hakan, men skiljes från torsken genom sin ljusare färgteckning, med mörk sidolinje och en karakteristisk mörk, oregelbunden fläck under och invid sidolinjen, under första ryggfenan. Som alla torskfiskar har den tre ryggfenor.
Koljan kan nå en längd av omkring 1 meter. Vikten har uppmätts till 16,8 kilogram.

## Vanor
Koljan är en bottenlevande art som vanligen lever på 40 till 130 meters djup, men kan gå så djupt ner som 450 meter. Den föredrar svala vatten mellan 0 och 20 °C. Koljan lever framförallt av ryggradslösa bottendjur, som små kräftdjur, blötdjur och borstmaskar. Stora individer kan också ta fisk.

## Utbredning
Koljan förekommer dels längs Europas kuster, från Biscayabukten i söder upp längs skandinaviska halvöns nordsjökuster hela vägen norr om denna halvö till Kolahalvön, samt upp till Spetsbergen; vidare i Barents hav till Novaja Zemlja. Den förekommer dessutom i vattnen runt Island, och om än sparsamt i vattnen söder om Grönland. Slutligen återfinns koljan i nordvästra Atlanten längs Amerikas kuster från Labrador ner till Cape May i sydöstra New Jersey. Arten är utsatt för kraftigt överfiske, framförallt i Nordsjön. I Sverige är kolja rödlistad som sårbar år 2015 , vilket är en förbättring från år 2010 då den listades som starkt hotad.

## Kommersiell betydelse
För fisket är koljan av mycket stor betydelse. I handeln förekommer koljan huvudsakligen som färsk, men även som rökt. Köttet är i smak och utseende väldigt lik torsk. Det är en mager fisk. Koljan anses smaka som bäst under tiden september–april. 

## Fortplantning
Koljan leker under vårvinter till tidig sommar i nordliga vatten (Norra Nordsjön, norra halvan av Norge, kring Färöarna och vid Islands sydkust). Den föregår på 50–100 meters djup, en temperatur på 5–7 grader och hög salthalt i vattnet. Mellan 100 000 och 1 500 000 pelagiska ägg läggs. Larverna, som likaledes är pelagiska i början, kläcks efter 1–3 veckor. Den blir könsmogen vid 3–4 år i södra delen av sitt utbredningsområde; längre norrut kan det ta så mycket som 6–10 år.
Den kan bli åtminstone 20 år gammal.